# Pałac w Pińczycach
Pałac w Pińczycach – pałac wybudowany w  XVIII w., w miejscowości Pińczyce.